# Republic Disgrace
Republic Disgrace från 2007 är det andra albumet med det svenska rockbandet Thunder Express. Albumet släpptes på Razzia Records.

## Låtlista
1. "Republic disgrace"
2. "New York gold"
3. "Leaving with ease"
4. "Switch"
5. "Everybody konws about a broken heart"
6. "Hellberg's lament"
7. "Pick it up"
8. "Matrimotion"
9. "Vegas"
10. "From pleasure to pain"
11. "Panic"